# Radix (Gattung)
Radix ist eine Gattung der Familie der Schlammschnecken (Lymnaeidae) aus der Unterordnung der Wasserlungenschnecken (Basommatophora) (Ordnung Lungenschnecken (Pulmonata)). Die Gattung ist in den Süßwassergewässern der nördlichen Halbkugel mit mehreren Arten weit verbreitet.

## Merkmale
Die Gehäuse weisen nur wenige Windungen auf. Die Form der Gehäuse der Gattung reicht von konusförmig mit großen Gewinde und kleiner Öffnung bis zu ohrförmig mit sehr großer Öffnung und sehr kleinem Gewinde. Die Öffnung ist meist deutlich höher als das Gewinde des Gehäuses. Sie sind mäßig groß (bis etwa 2,5 cm). Die Gehäuse sind meist auch intraspezifisch sehr variabel. Dadurch ist die Unterscheidung der einzelnen Arten sehr erschwert und im Einzelfall oft nur durch Weichteiluntersuchungen möglich.

## Systematik
Die Anzahl der Arten der Gattung variiert je nach Autor. Für Mitteleuropa gibt Glöer (2002) fünf Arten an, die aber aufgrund ihrer Gehäuseform zum Teil schwierig zu unterscheiden sind. Die Arten können oft nur durch die Untersuchung des Bursastiels sicher bestimmt werden. Radix lagotis konnte bisher nur molekulargenetisch sicher als eigene Art identifiziert werden. Nach der Fauna Europaea und „Worldwide mollusc species database“ enthält die Gattung folgende Arten:
- Weitmündige Schlammschnecke (Radix ampla (Hartmann, 1821))
- Ohrschlammschnecke (Radix auricularia (Linnaeus, 1758))
- Gemeine Schlammschnecke (Radix balthica (Linnaeus, 1758))
- Radix hamadai Habe, 1968
- Radix japonica Jay, 1857
- Radix jordii Altaba, 2007
- Alpen-Schlammschnecke (Radix labiata (Rossmäßler, 1835))
- Schlanke Schlammschnecke (Radix lagotis (Schrank, 1803))
- Radix lilli Glöer & Beckmann, 2007
- Radix linae Altaba, 2007
- Radix luteola Lamarck, 1799
- Radix onychia (Westerlund, 1887)
- Radix parapsilia Vinarski & Glöer, 2009
- Radix peregra (Müller, 1774)
- Radix pinteri Schütt, 1974
- Radix plicatula Benson, 1842
- Radix quadrasi (Möllendorff)
- Radix relicta Polinsky, 1929
- Radix rubiginosa (Michelin, 1831)
- Radix skutaris Glöer & Pešić, 2008

## Parasiten
Die Arten der Gattung Radix können Zwischenwirte für Larven des Trematoden Trichobilharzia ocellata sein, die auch den Menschen als Zwischenwirt irrtümlich befallen. Sie lösen die sog. Badedermatitis aus, die für den Menschen unangenehm, jedoch harmlos ist und nur zu einer Hautrötung führt. Die eigentlichen Wirte für Trichobilharzia ocellata sind Wasservögel.